# Help Wanted
Help Wanted là tập thí điểm của các Mỹ hoạt hình truyền hình loạt SpongeBob SquarePants, ban đầu được phát sóng tại Mỹ vào ngày 1 tháng 5 năm 1999 thông qua các kênh truyền hình Nickelodeon sau khi phát sóng truyền hình của lễ trao giải của trẻ em trên cùng một kênh. Cốt truyện của anh ấy được viết bởi Stephen Hillenburg, người cũng từng là nghệ sĩ kịch bản và đạo diễn, Derek Drymon, người cũng từng là họa sĩ kịch bản, và Tim Hill. Đến lượt mình, phim hoạt hình được chỉ đạo bởi giám đốc điều hành của series, Alan Smart. "Help Wanted" có màn trình diễn âm nhạc sau khi Tiny Tim hát chủ đề "Livin 'in the Sunlight, Lovin' in the Moonlight".
Tập phim theo chân nhân vật chính, một chú bọt biển trẻ được nhân cách hóa tên là SpongeBob SquarePants, đang cố gắng kiếm việc làm tại Krusty Krab, một nhà hàng địa phương. Tuy nhiên, anh ta được giao nhiệm vụ tìm một chiếc thìa cơ học dường như rất hiếm vì chủ sở hữu, ông Krabs, coi anh ta không đủ tiêu chuẩn cho công việc. Cuối cùng, đám đông cá cơm phàm ăn tìm đến Krusty Krab và đòi ăn. SpongeBob trở về sau nhiệm vụ của mình, đã thực hiện yêu cầu của ông Krabs và tìm thấy một chiếc thìa cơ học mà sau này ông sử dụng để thỏa mãn cơn đói của cá cơm. Vì vậy, trái với mong muốn của nhân viên thu ngân Squidward Tentacles, SpongeBob được chào đón bởi ông Krabs với tư cách là một nhân viên nhà hàng.
Hillenburg, người tạo ra SpongeBob SquarePants, ban đầu hình thành bộ truyện vào năm 1994 và bắt đầu làm việc với nó ngay sau khi Rocko's Modern Life bị hủy bỏ hai năm sau đó. Để nói chuyện với SpongeBob, anh ấy đã tiếp cận Tom Kenny, người mà anh ấy đã làm việc trong Rocko's Modern Life và, cho cốt truyện, ban đầu có ý tưởng đưa SpongeBob và Squidward đi du lịch, lấy cảm hứng từ bộ phim Powwow Highway (1989). Tuy nhiên, Hillenburg đã từ bỏ và cùng với Kenny và Derek Drymon, đưa ra một khái niệm mới dựa trên kinh nghiệm của Hillenburg với tư cách là một thành viên của Hướng đạo sinh. Ý tưởng ban đầu sẽ được sử dụng sau này trong tập phim "Pizza Delivery", vào cuối mùa phim.
Nhìn chung, "Help Wanted" đã được các thành viên của các nhà phê bình chuyên môn về phim hoạt hình đánh giá tích cực. Theo dữ liệu được công bố bởi dịch vụ hòa giải khán giả Nielsen Ratings, trung bình 6,90 triệu người xem trong thời gian phát sóng ban đầu, nhận được xếp hạng 3,6 trong hồ sơ nhân khẩu học của người xem giữa hai người ở độ tuổi 11. thần linh. Tuy nhiên, như Nickelodeon không muốn trả Tiny Tim bình đẳng cho bản quyền, các tập phim đã được loại trừ khỏi việc phát hành DVD của mùa đầu tiên của SpongeBob SquarePants. Kể từ đó, nó đã được đưa vào như một tập bổ sung trên một số DVD khác trong loạt phim.